# Cahiers du cinéma
Cahiers du cinéma – francuski miesięcznik o tematyce filmowej, założony w 1951 roku przez André Bazina, Jacques'a Doniola-Valcrozego i Josepha-Marie Lo Dukę. Na przestrzeni lat „Cahiers du cinéma” wyrobiło sobie renomę jednego z najważniejszych czasopism filmowych w historii kinematografii.
W „Cahiers du cinéma” na początku lat 50. XX wieku zgromadzili się późniejsi twórcy Nowej Fali, należący do grupy „janczarów”: Jean-Luc Godard, Éric Rohmer, Claude Chabrol, Jacques Rivette, a przede wszystkim François Truffaut. Artykuł tego ostatniego „O pewnej tendencji kina francuskiego”, zamieszczony w 1954 roku, poddał krytyce dotychczasowy stan kina francuskiego, kształtowany przez melodramatyczne filmy scenarzystów Jeana Aurenche'a i Pierre'a Bosta. Zawarty w artykule Truffauta postulat wypracowania kina autorskiego odmienił zasadniczo model czasopisma; głównym celem krytyków piszących dla periodyku stało się wypracowanie polityki autorskiej i wypromowanie niedocenianych dotąd reżyserów na autorów porównywalnych z pisarzami dzieł literackich. Krytycy z „Cahiers du cinéma” zaczęli również sami tworzyć swoje własne filmy, przyczyniając się do rozwoju Nowej Fali.
Konserwatywny profil czasopisma uległ gwałtownej przemianie, kiedy w 1968 roku filmowcy związani z „Cahiers du cinéma” zbojkotowali decyzję ówczesnego ministra kultury André Malraux o pozbawieniu stanowiska dyrektora Cinématheque Française, Henriego Langlois. Na fali wydarzeń majowych z 1968 roku czasopismo przyjęło orientację lewicową, a głównymi jego teoretykami stali się krytycy ideologiczni Jean-Louis Comolli i Jean Narboni. Profil ten utrzymał się do lat 80. XX wieku, kiedy czasopismo zarzuciło dotychczasową elitarną politykę autorską na rzecz afirmacji kultury popularnej.